# Жданов, Сергей Сергеевич
Серге́й Серге́евич Жда́нов (2 января 1907 — 8 октября 1968) — украинский советский композитор.

## Биография
Сын артиста Императорских театров Сергея Николаевича Жданова и Лидии Андреевны Слинко (по первому браку Сватковской), дочери киевского купца А. П. Слинко.
В 1929 году окончил музыкальный техникум в Киеве по классу фортепиано у Г. Н. Беклемишева, а в 1934 году — Музыкально-драматический институт имени Лысенко по классу композиции у Л. Н. Ревуцкого.
Сочинил оперы «Жакерия» (1935), «Щopc» (1937), «Багряные зарницы» (по повести M. M. Коцюбинского «Фата-моргана», 1967); музыкальные комедии «Паливода» (по комедии И. К. Карпенко-Карого, 1939), «Сумасшедшая красавица» (1941), «Тиха украинская ночь» (1958), «Генуэзцы» (1968).
Сочинения для хора, солистов и оркестра — оратория «Киевская эпопея» (на слова Б. Д. Палийчука, 1962), поэма «Tapac Шевченко» (на слова Л. B. Денисенко, 1964); для оркестра — «Симфония» (1955), сюиты «Фавн танцует», «Сказочная» (1927), «Праздничная увертюра» (1950), танцевальная сюита «Mолодость» (1950); для оркестра народных инструментов — «Гуцульские напевы» (1965); для скрипки и фортепиано — «Элегия», «Героическая поэма» (1964); и другие произведения.
Автор музыки к фильмам «Когда поют соловьи» (1957), «Сашко» (1959) и «Морская чайка» (1961).
Умер в 1968 в году в Киеве. Похоронен на Байковом кладбище.

## Награды
- медаль «За трудовую доблесть» (24.11.1960)